# Compsulyx
Compsulyx is een geslacht van vlinders uit de onderfamilie Smerinthinae van de familie pijlstaarten (Sphingidae).

## Soorten
- Compsulyx cochereaui (Viette, 1971)